# Grand Arrigan

Réseau hydrographique du Grand Arrigan

Le ruisseau du Grand Arrigan, est un cours d'eau qui traverse les départements des Pyrénées-Atlantiques et des Landes.
Il prend sa source sur la commune de Saint-Boès (Pyrénées-Atlantiques) et se jette dans le Luy à Mimbaste (Landes).

## Affluents
- ruisseau l'Arrigan ;
- ruisseau de Hourquet ;
- ruisseau l'Arrigan du Gert.

## Départements et communes traversés

### Landes
- Estibeaux ;
- Habas ;
- Mimbaste ;
- Mouscardès ;
- Ossages ;
- Pouillon ;
- Tilh.

### Pyrénées-Atlantiques
- Saint-Boès ;
- Saint-Girons-en-Béarn.